# Eduardo Acevedo Díaz
Eduardo Acevedo Díaz (n. 20 aprilie 1851,  Montevideo — d. 18 iunie 1921, Buenos Aires) a fost prozator, politician și jurnalist uruguayan, unul dintre creatorii romanului istoric în patria sa.

## Opera

### Romane
- 1886: Brenda;
- 1888: Ismael;
- 1890: Băștinașa ("Nativa");
- 1890: Gura tigrului ("La boca del tigre");
- 1890: Romanul istoric ("La novela histórica");
- 1891: Etnologie indigenă ("Etnología indígena");
- 1893: Strigăt de glorie ("Grito de gloria");
- 1894: Singurătate ("Soledad");
- 1907: Minés;
- 1914: Lance și sabie ("Lanza y sable").

### Povestiri
- Un mormânt în pădure ("Un sepulcro en los bosques");
- Prima judecată ("El primer suplicio");
- 1892: El combate de la tapera;
- 1902: Desde el tronco de un ombú.

### Eseuri
- Carta política;
- Civilizația americană. eseuri istorice ("La civilización americana. Ensayos históricos");
- Ultimul cuvânt al exilatului ("La última palabra del proscrito");
- 1911: Epoci militare în Río de la Plata ("Épocas militares en el Río de la Plata");
- Cartea micului cetățean ("El libro del pequeño cuidadano").